# Escut de Mali
L'escut de Mali, més aviat un emblema que no un escut heràldic, fou aprovat oficialment el 1973, segons l'ordre núm. 56/CMLN del 20 d'octubre.
És de forma circular, amb el camper d'atzur (oficialment, «blau cel»). Al centre hi figura la mesquita de Djenné, de color gris argila, sobremuntada d'un «voltor llegendari» volant, de color gris fosc, i acompanyada al peu d'un sol ixent d'or. Per davant del sol, dos arcs adossats, tensats per la fletxa, de sable. A la part superior, el nom oficial de l'estat en francès: RÉPUBLIQUE DU MALI; a la inferior, el lema nacional: UN PEUPLE – UN BUT – UNE FOI ('Un poble – Una meta – Una fe'); totes dues inscripcions, en lletres majúscules de sable.

Escut originari (1961-1973)

L'escut actual es basa en l'adoptat arran de la independència el 1960, que tenia els mateixos elements però amb els colors de la bandera estatal.